# Баже-Доммартен
Баже-Доммартен (фр. Bâgé-Dommartin) — муніципалітет у Франції, у регіоні Овернь-Рона-Альпи, департамент Ен. Баже-Доммартен утворено 1-1-2018 шляхом злиття муніципалітетів Баже-ла-Віль i Доммартен. Адміністративним центром муніципалітету є Баже-ла-Віль. Населення — 4065 осіб (01.01.2021).